# Sofiko Chiaureli
Sofikó Chiaureli (en georgiano: სოფიკო ჭიაურელი; 21 de mayo de 1937 – 2 de marzo de 2008, Tbilisi) fue una actriz georgiana de cine, musa del cineasta Serguéi Paradzhánov. Chiaureli es recordada como una de las mejores actrices de Georgia que apareció en varias de las más destacadas producciones del cine caucásico soviético, así como en el escenario del Teatro Koté Marjanishvili (1960-1964, 1964-2008) y el Teatro Rustavelli (1964-1968).

## Biografía
Sofikó Chiaureli nació en Tbilisi el 21 de mayo de 1937, en lo que era la República Socialista Soviética de Georgia. Sus padres fueron el director de cine Mijeíl Chiaureli y la actriz Verikó Andzhaparidze. Se graduó en el Instituto Panruso de Cinematografía de Moscú y regresó a Tbilisi. En 1975, fue miembro del jurado en el noveno Festival Internacional de Cine de Moscú.

## Filmografía
La siguiente es una lista selecta de películas de la actriz:
- El color de las granadas (Sayat Nová), una película de 1968 de Serguéi Paradzhánov, en la que interpretaba a no menos de seis papeles;
- Ne goriuy, de Gueorgui Danéliya;
- Natvris khe;
- Peristsvaleba;
- Ambavi erti kalishvilisa;
- Ambavi Suramis tsikhitsa;
- Ashug-Karibi;
- Khevsurian Ballad (mejor actriz en el Festival Internacional de Cine de Locarno);
- Alibaba Aur 40 Chor
- Ischite zhénschinu;
- Millión v bráchnoy korzine